# Paratanytarsus baikalensis
Paratanytarsus baikalensis är en tvåvingeart som först beskrevs av Chernovskij 1949.  Paratanytarsus baikalensis ingår i släktet Paratanytarsus och familjen fjädermyggor. Inga underarter finns listade i Catalogue of Life.